# New Mind (singel)
New Mind – singel amerykańskiego zespołu Swans z albumu Children of God, wydany w 1987 przez Product Inc. W 1997 niektóre utwory dołączono do reedycji tej płyty (wydanej razem z kompilacją The World of Skin).
Autorem utworów „New Mind” i „Damn You to Hell” są Michael Gira i pozostali członkowie zespołu z wyjątkiem Jarboe, autorami utworu „I'll Swallow You” są wszyscy członkowie zespołu.

## Lista utworów
Wersja 7":
| Nr | Tytuł utworu       | Długość |
| -- | ------------------ | ------- |
| 1. | „New Mind”         | 3:59    |
| 2. | „I'll Swallow You” | 2:52    |
|    |                    | 6:51    |

Wersja 12":
| Nr | Tytuł utworu       | Długość |
| -- | ------------------ | ------- |
| 1. | „New Mind”         | 3:59    |
| 2. | „Damn You to Hell” | 1:46    |
| 3. | „I'll Swallow You” | 2:52    |
|    |                    | 8:37    |

## Twórcy
- Michael Gira – śpiew, dźwięki, instrumenty klawiszowe
- Jarboe – śpiew, dźwięki, instrumenty klawiszowe
- Norman Westberg – gitara elektryczna
- Algis Kizys – gitara basowa
- Ted Parsons – perkusja